# NGC 1211
NGC 1211 je čočková galaxie v souhvězdí Velryby. Její zdánlivá jasnost je 12.4m a úhlová velikost 2,10′ × 1,9′. Je vzdálená 143 milionů světelných let, průměr má 90 000 světelných let. Galaxii objevil 31. října 1867 Truman Safford.